# Aethecerus placidus
Aethecerus placidus là một loài tò vò trong họ Ichneumonidae.